# Cosmos (Minnesota)
Cosmos es una ciudad ubicada en el condado de Meeker en el estado estadounidense de Minnesota. En el Censo de 2010 tenía una población de 473 habitantes y una densidad poblacional de 160,34 personas por km².

## Geografía
Cosmos se encuentra ubicada en las coordenadas 44°56′7″N 94°41′42″O / 44.93528, -94.69500. Según la Oficina del Censo de los Estados Unidos, Cosmos tiene una superficie total de 2.95 km², de la cual 2.89 km² corresponden a tierra firme y (2.11%) 0.06 km² es agua.

## Demografía
Según el censo de 2010, había 473 personas residiendo en Cosmos. La densidad de población era de 160,34 hab./km². De los 473 habitantes, Cosmos estaba compuesto por el 97.46% blancos, el 0.21% eran afroamericanos, el 0.21% eran amerindios, el 0% eran asiáticos, el 0.21% eran isleños del Pacífico, el 1.48% eran de otras razas y el 0.42% pertenecían a dos o más razas. Del total de la población el 1.69% eran hispanos o latinos de cualquier raza.